# Barton Broad
Der Barton Broad ist ein See in der englischen Grafschaft Norfolk, für den die Broads Authority zuständig ist und den der Norfolk Wildlife Trust als Naturschutzgebiet verwaltet. Barton Broad ist der zweitgrößte See der Norfolk Broads.

## Lage
Der Barton Broad liegt im Flusslauf des Ant zwischen den Orten Barton Turf und Irstead.  Der See liegt gut 20 Kilometer nordöstlich von Norwich und gut 30 Kilometer nordwestlich von Great Yarmouth.
Barton Broad erreicht man über die Landstraße A1151 (Norwich – Stalham). Am Anfang des Uferwanderwegs Barton Broad Boardwalk befindet  ein Parkplatz, von dem aus man über einen befestigten Fußweg durch einen Erlenbruchwald zu einer Aussichtsplattform mit Blick auf den See gelangt. Der rund 2,5 Kilometer lange Weg führt durch sumpfige Gebiete mit Rastplätzen und Abzweigungen. Am Ende des Weges eröffnet sich ein Panoramablick über den See. Der nördliche Teil des Broads ist nur mit dem Boot von Barton Turf aus zu erreichen.

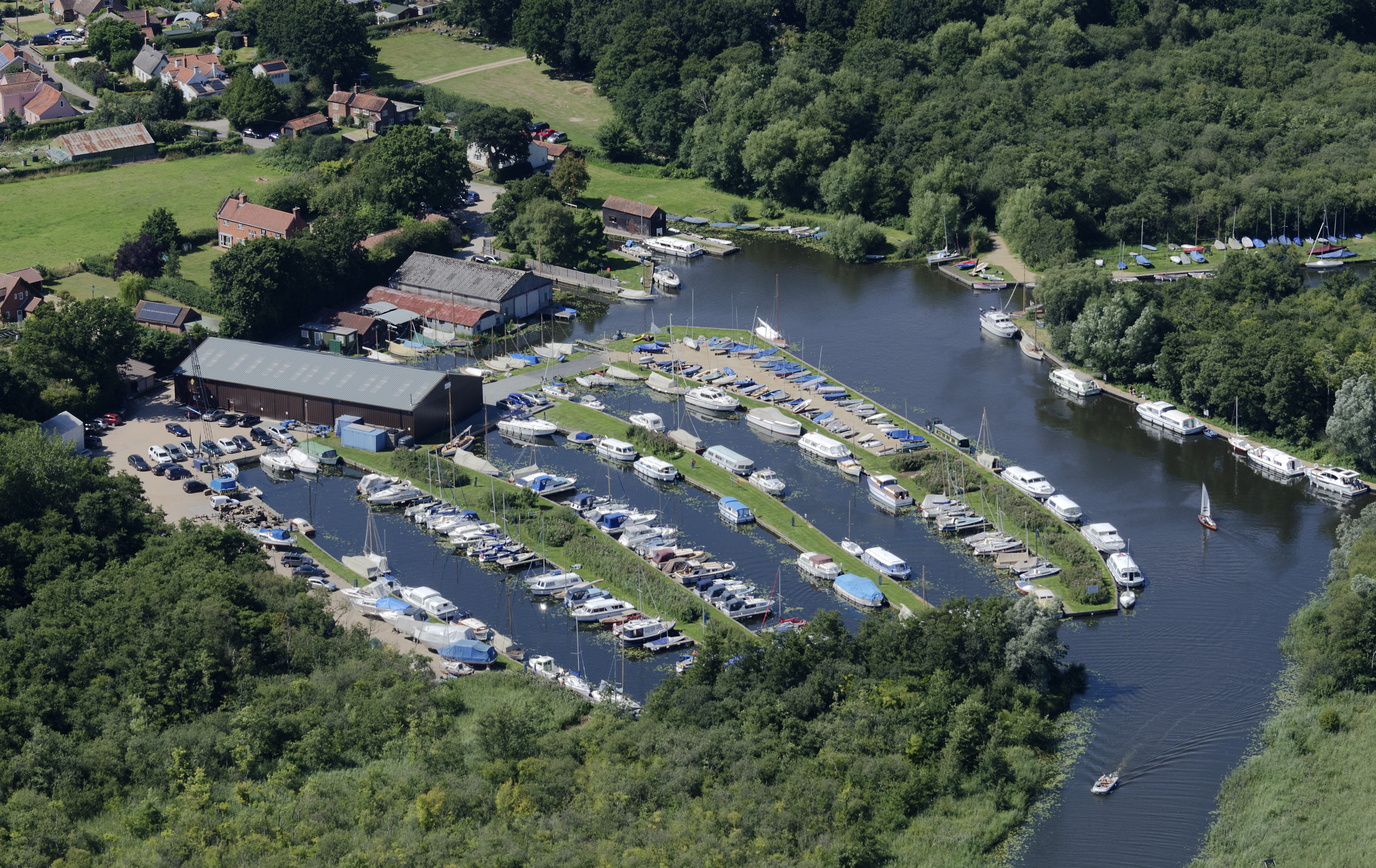
Barton Turf Marina

Am südwestlichen Ende des Barton Broad führt ein Limekiln Dyke genannter Arm zu dem Dorf Neatishead, das den Besatzungen von Kabinenkreuzern mit den White House Stores und dem White Horse Inn Gelegenheit gibt, sich zu versorgen. Im Süden liegt der Ort Irstead am Ant. Nahe der nur drei vorhandenen Liegeplätze für Sportboote befindet sich die reetgedeckte St. Michael’s Church aus dem 14. Jahrhundert. Über dem Portal der Kirche befindet sich eine Schnitzerei, die den heiligen Michael im Kampf mit einer Schlange zeigt. Ein mittelalterlicher Lettner ist in der Kirche zu sehen. Von Irstead aus führt ein Rundweg um den Alderfen Broad, ein wenig bekanntes Naturschutzgebiet. Der nordöstlich von Barton Broad gelegene Ort Barton Turf ist dafür bekannt, dass Horatio Nelson hier in den 1750er und 1760er Jahren seine Schwester besuchte.

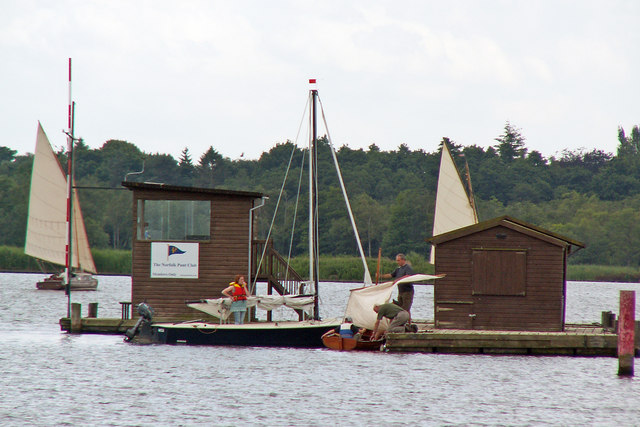
Der Ponton des Norfolk Punt Club

Auf dem Barton Broad hat Horatio Nelson das Segeln gelernt. Der See wurde zu einem der wichtigsten Segelreviere in den Norfolk Broads. Der Norfolk Punt Club ist hier beheimatet, dessen ungewöhnliches schwimmendes Clubhaus sich in der Mitte des Sees befindet. Der Segelverein veranstaltet Regatten für eine Vielzahl von Booten und hat rund 550 Mitglieder. Der Club hat das Ziel, „sein ursprüngliches Ethos des informellen, genügsamen und freundschaftlichen Segelns in Verbindung mit der Liebe zur Schönheit der örtlichen Umgebung“ zu bewahren.

## Geschichte
Im Gebiet des Barton Broad wurde im Mittelalter (13./14. Jahrhundert) Torf abgebaut. Nach Beendigung der Torfgewinnung wurde das Gelände geflutet und um das Jahr 1730 mit dem Flusslauf des Ant vereint, um Schifffahrt zu ermöglichen. Im Jahr 1834 erforschte Samuel Woodward die damals in Vergessenheit geratene künstliche Entstehung des Sees und widerlegte die Auffassung, dass es sich um ein natürliches Gewässer handelt.
Vor dem Zweiten Weltkrieg war der Barton Broad für sein klares Wasser und seine Vielfalt an Wasserpflanzen bekannt. Obwohl bereits im Jahr 1924 erste Klärsysteme in den wachsenden Siedlungen an den Ufern eingerichtet wurden, führte in der zweiten Hälfte des 20. Jahrhunderts übermäßige Verschmutzung zu einem Anstieg der Nitrat- und Phosphatwerte im Wasser und zu einem Wildwuchs von Algen, was sich nachteilig auf die Artenvielfalt auswirkte. Auch eine rapide Vermehrung von Biberratten sorgte für massive Schäden an den Uferböschungen im Süden des Sees. Es sollte bis zum Jahr 1987 dauern, bis die Nutria nach intensiven Maßnahmen ausgerottet werden konnten.
Erst seit Anfang der 1990er Jahre hat sich die Wasserqualität stetig verbessert. In einem im November 1995 begonnenen und im Jahr 2000 beendeten Projekt „Clear Water 2000“ wurde intensiv nährstoffangereicherter Schlamm aus dem Gewässer gebaggert. In der Folge wurden Schutzzonen für Fische eingerichtet, Seepflanzen eingebracht und schwimmende Schilfinseln verankert.

## Naturschutzgebiet

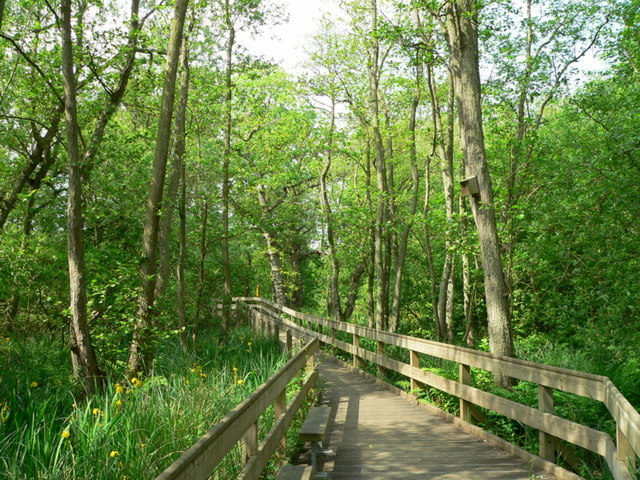
Wanderweg Barton Broad Boardwalk

Das weitestgehend naturbelassene Gebiet des und am Barton Broad ist Lebensraum für eine beträchtliche Vielfalt von Pflanzen und Tieren. Hier wächst natürliche Petersilie, die als seltene, gefährdete und im Rückgang begriffene Pflanze gilt und vor allem in den Sumpfgebieten von East Anglia vorkommt. Sie ist als Verwandte des Wiesen-Kerbel die einzige Pflanze, von der sich die grün-schwarz gestreiften Raupen des größten britischen Schmetterlings, des Schwalbenschwanzes, ernährt. Auch die Wirtelschnecke ist eine landesweit seltene Art. Sie kommt in einer Reihe von Feuchtgebieten vor und bevorzugt Seggen als Wirt. Die winzige Schnecke ist eher unscheinbar, trägt ein braunes Gehäuse und wird etwa 3 mm lang.
Der Rundwanderweg führt durch feuchten Wald, der ein guter Ort für den Seidensänger ist. Von der Aussichtsplattform aus sind regelmäßig Fischotter beobachten. Im Winter kann man hier Tauchenten wie die Schellente, die Tafelente und die Reiherente, möglicherweise auch seltenere Arten beobachten. Auch durchziehende Zwergmöwen, Trauerseeschwalben und Küstenseeschwalben sowie brütende Flussseeschwalben sind zu sehen. Berichtet werden auch Sichtungen des Sichlers, des dunklen Waldsängers, von Haubentauchern und dem kleinen Gelbschenkel.